# Cortes de Barcelona (1421)
Las Cortes generales catalanas de Barcelona de 1421 fueron convocadas por la reina María de Castilla como lugarteniente del rey Alfonso V el Magnánimo el 23 de junio.
Las anteriores Cortes de San Cugat-Tortosa (1419) habían quedado suspendidas por la marcha del rey en Nápoles, donde se instaló. Las dificultades económicas le hacen volver a pedir ayuda a los catalanes, lo que será aprovechada por los pactistas para obtener privilegios que ya reivindicaban desde las Cortes de Montblanc de 1414. En concreto, la exclusividad de los catalanes a ocupar los cargos jurídicos, la primacía absoluta de los Usatges de Barcelona y las Constituciones catalanas. Se encomienda también a la Generalidad la custodia de la estructura constitucional ante cualquier extralimitación real. Este importante punto fue el punto de partida para la Constitución de la Observancia aprobada en las Cortes de Barcelona en 1481.
El 31 de julio de 1422 se eligieron nuevos diputados y oyentes, recayendo en Dalmau de Cartellà el cargo de presidente de la Generalidad.
| Predecesor: Cortes de Sant Cugat-Tortosa de 1419 | Cortes Catalanas 1421 | Sucesor: Cortes de Tortosa de 1429 |